# Möðrudalsleið
La Möðrudalsleið (901) è una strada dell'Islanda che collega Möðrudalur con la Hringvegur ed alla quale si collega la Arnardalsleið verso l'Askja ed il Kverkfjöll.

## Galleria d'immagini

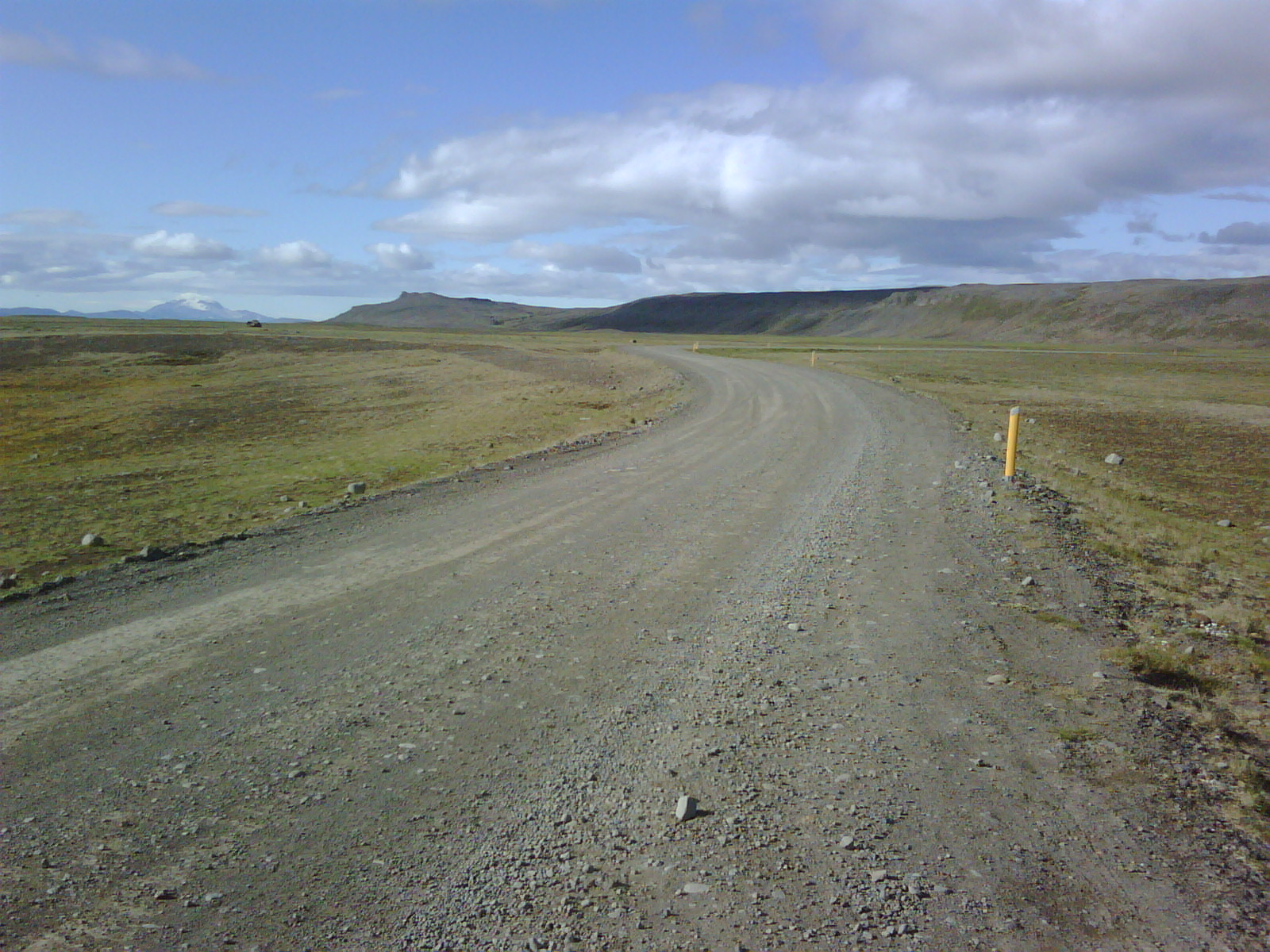
Inizio della 901 dalla Hringvegur
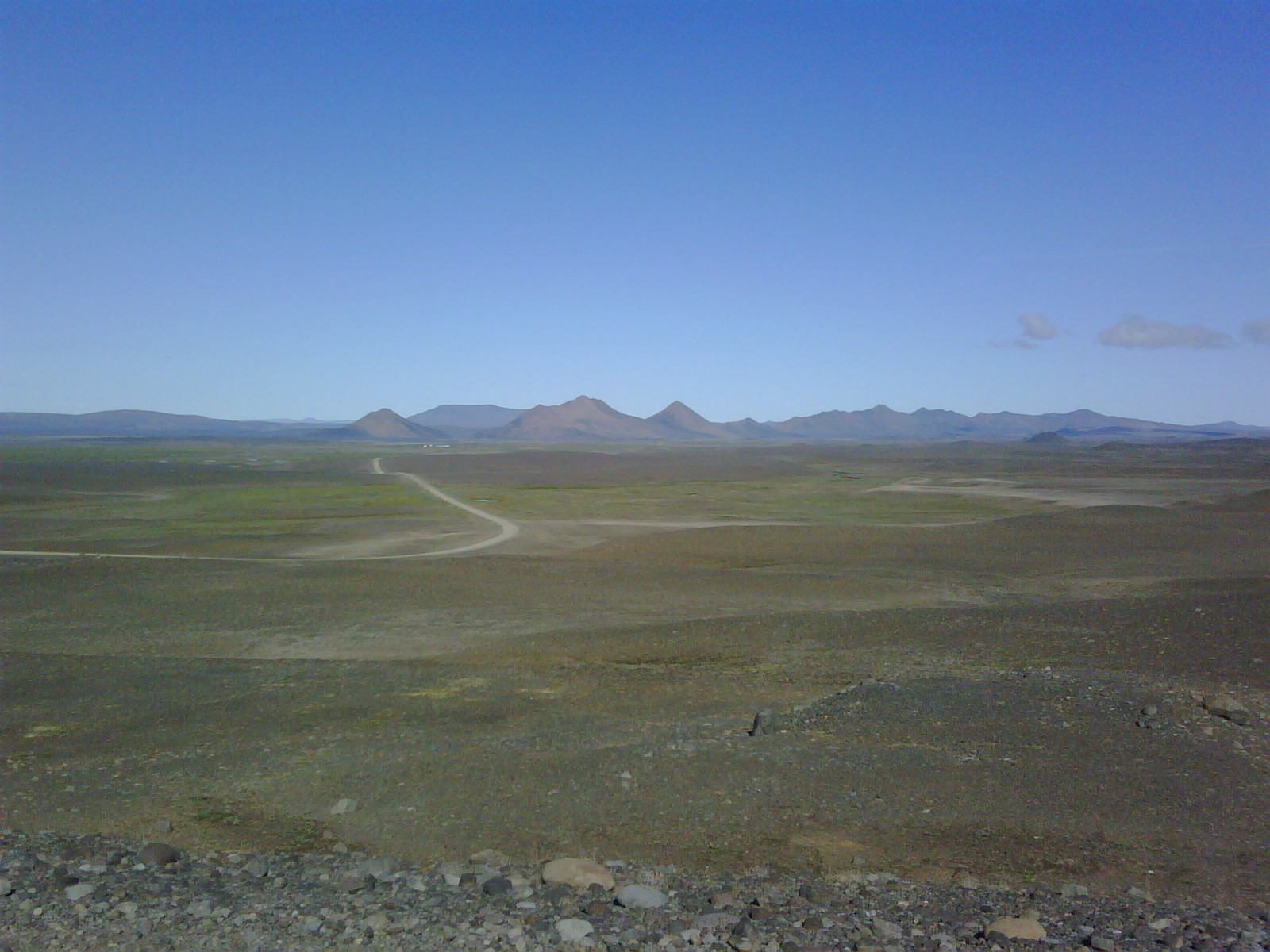
Panorama della 901
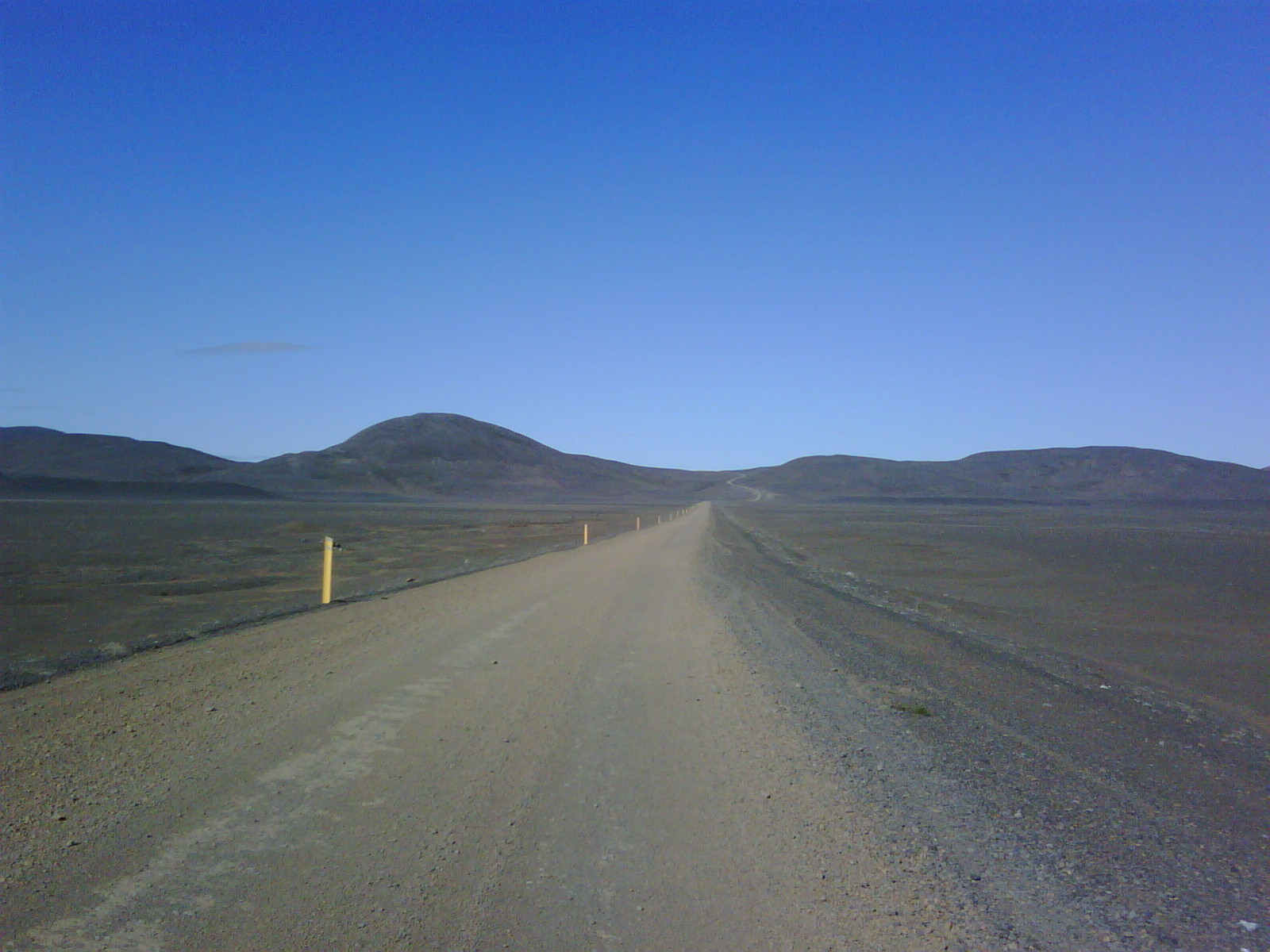
Strada 901
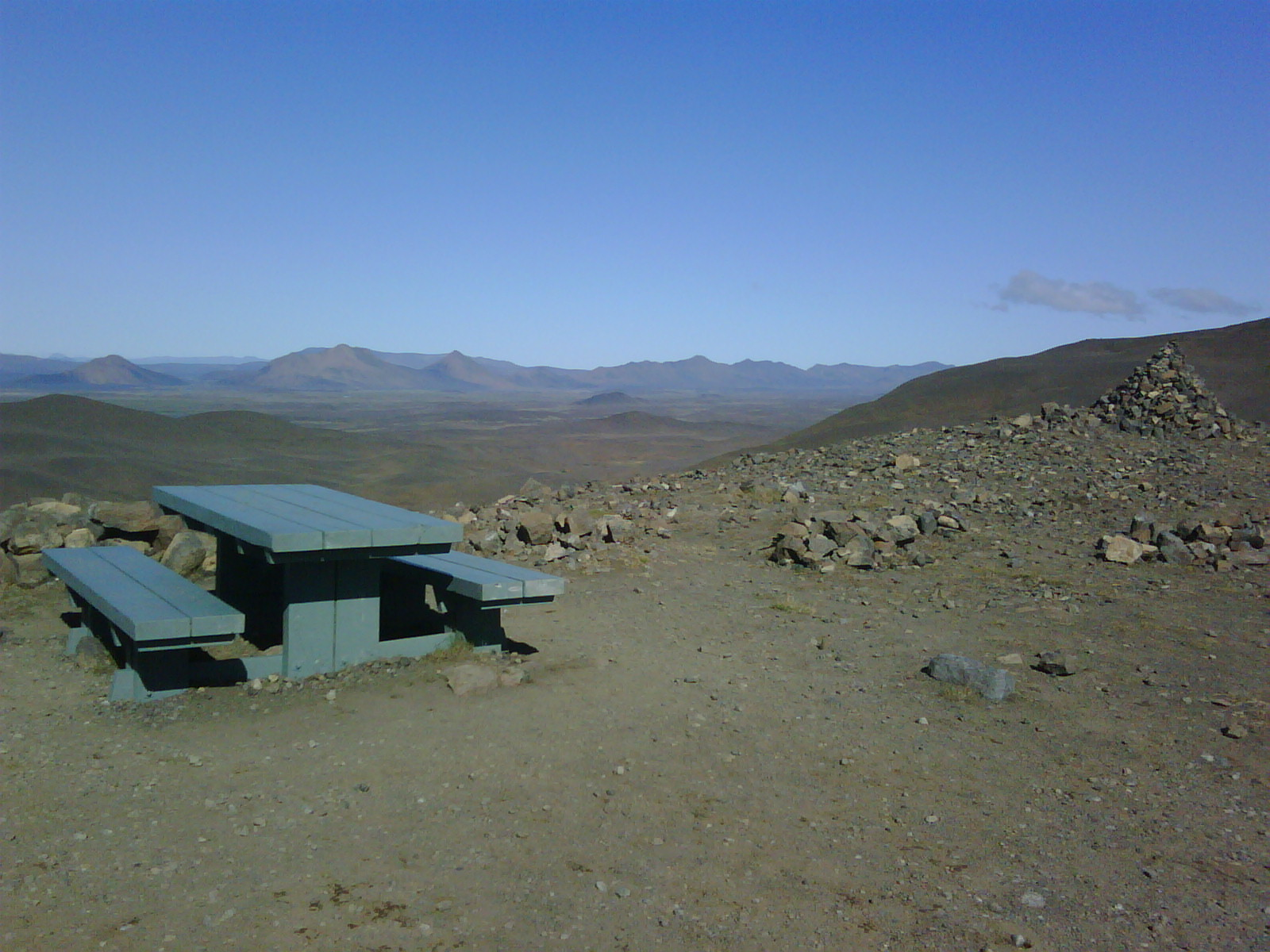
Area di sosta sulla 901
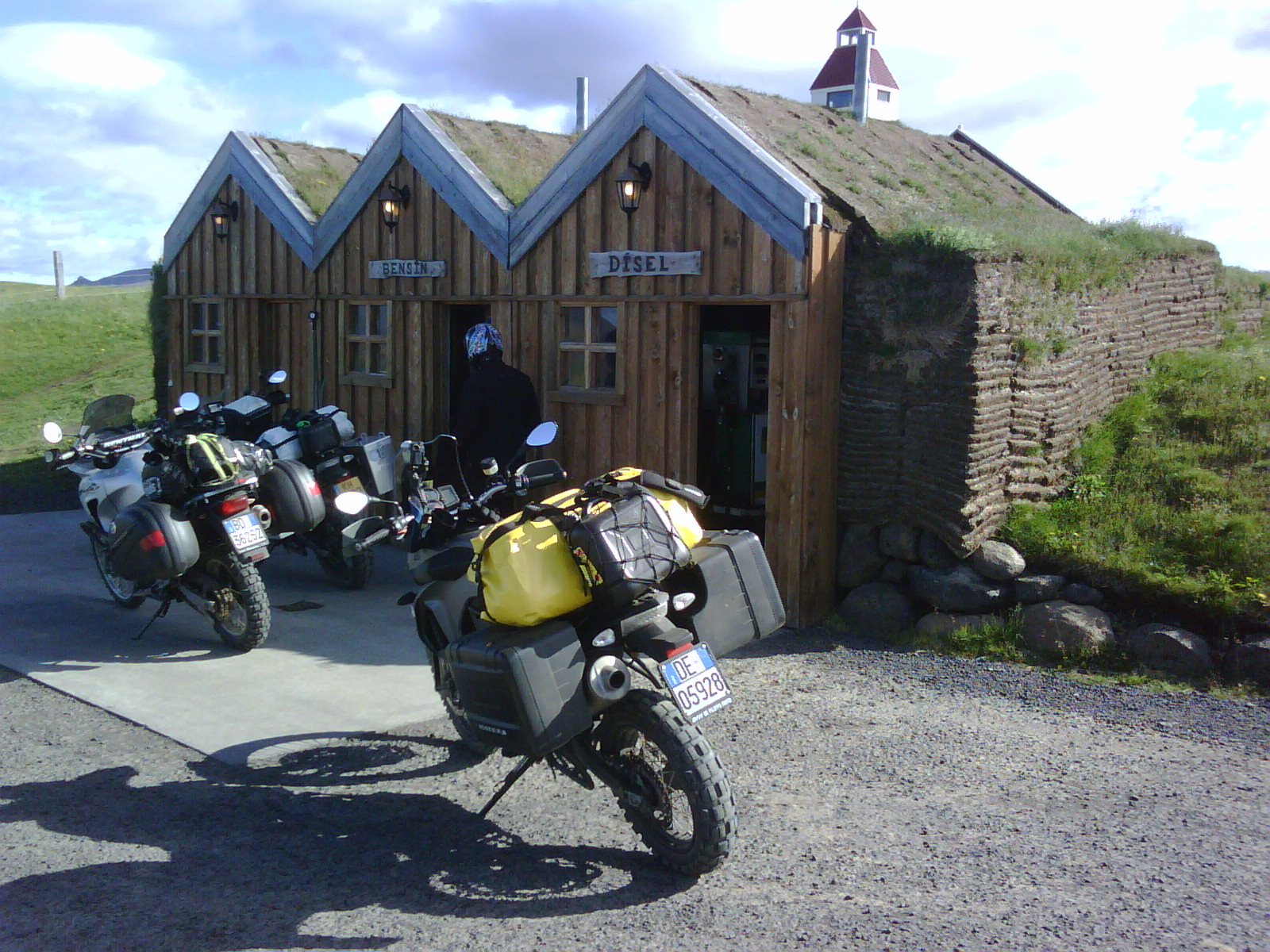
Area di servizio nei pressi di Möðrudalur